# NGC 199
NGC 199 é uma galáxia lenticular (S0) localizada na direcção da constelação de Pisces. Possui uma declinação de +03° 08' 17" e uma ascensão recta de 0 horas, 39 minutos e 33,1 segundos.
A galáxia NGC 199 foi descoberta em 24 de Setembro de 1862 por Heinrich Louis d'Arrest.